# Malware Quantum
Malware Quantum(QI) (Quantum Insert, em inglês) método de implantação de malware usado pelo Government Communications Headquarters (GCHQ)  no com o qual a pessoa que está sendo alvo, sem seu conhecimento, é redirecionado para sites que, em seguida, plantam o malware em seus computadores que ficam accessíveis para a NSA manipulá-los. Alguns dos funcionários cujos computadores foram infiltrados tinha "acesso privilegiado" a partes importantes da infra-estrutura da Belgacom, o que, segundo mostram os documentos revelados em 2013, agradou aos  espiões britânicos trabalhando em conjunto com a NSA. Faz parte da Operação Socialista, nome dado pelo GCHQ]]
De acordo com a apresentação, o (GCHQ) britânico usa esse acesso para ataques complexos do tipo "homem no meio", contra usuários de smartphones. O chefe do Centro de Análise de Rede do (GCHQ) (NAC) descreveu a Operação Socialista (OP SOCIALIST, como chamou o GCHQ) na apresentação revelada como um "sucesso".

## Engenheiros como Alvo Principal do(GCHQ)
GCHQ usou páginas falsas do LinkedIn para atingir seu alvo principal, engenheiros de companhias a serem penetradas.
De acordo com uma apresentação feita pelo (GCHQ) e revelada por Edward Snowden, a inteligência britânica começou por identificar os funcionários que trabalhavam na manutenção de rede e segurança para a empresa de telecomunicações. Em seguida, eles determinaram que os potenciais alvos tinham utilizado LinkedIn ou Slashdot, um popular site de notícias na comunidade de Tecnologia da informação (TI).
Os computadores desses "candidatos" foram então infectados com malware de computador que tinha sido colocado usando a tecnologia de infiltração da agência de inteligência se refere como "Quantum Insert", que permitiu que aos espiões Government Communications Headquarters (GCHQ) se infiltrar profundamente na rede interna Belgacom e de sua subsidiária BICS, que opera um sistema chamado roteador GRX. Este tipo de roteador é necessário quando os usuários fazem chamadas ou para se conectar quando usam seus telefones celulares no exterior.

## Ver Também
- PRISM
- Revelações da Vigilância global (1970–2013)
- Vigilância de Computadores e Redes
- Operações de acesso adaptado (TAO) NSA
- Revelações da Vigilância global (1970–2013)
- Serviço de Coleta Especial (SCS)
- Vigilância em massa